# Emre Güngör
Emre Güngör, né le 1er août 1984 à Istanbul, est un ancien footballeur international turc. Il évoluait au poste de défenseur central.

## Biographie

### Carrière nationale
Emre Güngör est formé au club de Bakirköyspor.
Le 13 août 2000, à l'âge de 16 ans, il joue son premier match avec le club de Bakirköyspor en Deuxième Division Turque contre Gaziantep Büyükşehir Belediyespor, défaite 6-0 en déplacement.
Le 14 juin 2001, à l'âge de 17 ans, il signe son premier contrat professionnel pour le club de Ankaragücü, club de Première Division Turque. Le 15 décembre 2001, il joue son premier match contre Denizlispor, victoire 4-3 en déplacement.
Le 23 janvier 2003, à l'âge de 18 ans, il est prêté au club de Türk Telekomspor, équipe de Troisième Division Turque.
Le 3 août 2004, à l'âge de 20 ans, il retourne au club de Ankaragücü après avoir passé une saison et demie au club de Türk Telekomspor. Le 24 avril 2005, il marque son premier but en Première Division Turque contre Trabzonspor, défaite 3-1 en déplacement.
Le 3 janvier 2008, à l'âge de 23 ans, il signe pour le plus grand club d'Istanbul, le prestigieux Galatasaray SK, où il fait une très forte impression au côté de Servet Çetin jusqu'à la fin de la saison. Grâce à ce duo défensif, le Galatasaray SK est sacré champion de Turquie.

### Carrière internationale
Emre Güngör joue avec les sélections turques des -16 ans, -17 ans, -18 ans, -19 ans, -21 ans, puis finalement évolue avec l'équipe Nationale de Turquie.
Le 22 février 2001, il reçoit sa première sélection avec la Turquie -16 ans contre la Bulgarie -16 ans, victoire 3-0 à domicile. 
Le 1er août 2001, il reçoit sa première sélection avec la Turquie -17 ans contre la Roumanie -17 ans, défaite 3-1 en déplacement.
Le 26 septembre 2001, il reçoit sa première et dernière sélection avec la Turquie -18 ans, lors d'un match contre la Suisse -18 ans, qui se termine sur un score nul (1-1 en déplacement).
Le 20 février 2002, il reçoit sa première sélection avec la Turquie -19 ans contre les Pays-Bas -19 ans, victoire 4-2 à domicile.
Le 17 février 2004, il reçoit sa première sélection avec la Turquie -21 ans contre le Danemark -21 ans, victoire 2-0 à domicile.
Le 20 mai 2008, il reçoit sa première sélection avec la Turquie contre la Slovaquie, victoire 1-0 à domicile.
Par la suite, il est sélectionné par Fatih Terim pour participer à l'Euro 2008. Néanmoins, il ne joue qu'un match contre la Tchéquie, au cours duquel il est remplacé à la 63e minute du fait d'une blessure qui le prive de la suite de la compétition.

## Palmarès
- Quart de finaliste de l'Euro -16 ans en 2001
- Demi-finaliste de l'UEFA Euro 2008
- Champion de Turquie en 2008 avec Galatasaray

## Statistiques
| Club             | Saison    | Niveau             | Ligue | Ligue | Ligue | Coupe | Coupe | Coupe | Europe | Europe | Europe |
| Club             | Saison    | Niveau             | MJ    | But   | P.D   | MJ    | But   | P.D   | MJ     | But    | P.D    |
| ---------------- | --------- | ------------------ | ----- | ----- | ----- | ----- | ----- | ----- | ------ | ------ | ------ |
| Bakırköyspor     | 2000-2001 | 2. Lig             | 10    | -     | -     | -     | -     | -     | -      | -      | -      |
| Ankaragücü       | 2001-2002 | Türkcell Süperlig  | 2     | -     | -     | -     | -     | -     | -      | -      | -      |
| Türk Telekomspor | 2002-2003 | Lig B Klasman      | 12    | 1     | -     | -     | -     | -     | -      | -      | -      |
| Türk Telekomspor | 2003-2004 | Türk Telekom Lig A | 26    | 1     | -     | 2     | -     | -     | -      | -      | -      |
| Ankaragücü       | 2004-2005 | Türkcell Süperlig  | 12    | 1     | -     | -     | -     | -     | -      | -      | -      |
| Ankaragücü       | 2005-2006 | Türkcell Süperlig  | 27    | 2     | 1     | 4     | 2     | -     | -      | -      | -      |
| Ankaragücü       | 2006-2007 | Türkcell Süperlig  | 30    | 1     | -     | 5     | -     | -     | -      | -      | -      |
| Ankaragücü       | 2007-2008 | Türkcell Süperlig  | 12    | -     | -     | 2     | 1     | -     | -      | -      | -      |
| Galatasaray SK   | 2007-2008 | Türkcell Süperlig  | 16    | -     | -     | 7     | -     | -     | 2      | -      | -      |
| Galatasaray SK   | 2008-2009 | Türkcell Süperlig  | 1     | -     | -     | 2     | -     | -     | 1      | -      | -      |
| TOTAL            | 2000-2009 |                    | 148   | 6     | 1     | 22    | 3     | -     | 3      | -      | -      |